# Герб Лохвицького району
Герб Ло́хвицького райо́ну — офіційний символ Лохвицького району Полтавської області, затверджений рішенням Лохвицької районної ради.

## Опис
Гербовий щит має форму чотирикутника із загостренням в основі. Щит розділений схрещеними списами на чотири сектори. Верхній і нижній сектори мають елементи державного прапора України, а бокові — малинового кольору. Малиновий колір — найпоширеніший колір козацьких прапорів, символізує могутність, хоробрість. Схрещені списи вказують на героїчне минуле козаків Лохвицького краю.
На нижньому жовтому секторі зображено старовинний герб міста Лохвиця як адміністративного центру району.
На верхньому блакитному секторі зображено шестірня з колосками, які уособлюють сільське господарство, родючість землі Лохвицької.
На лівому секторі зображено нафтову вишку і газовий факел, які уособлюють природні багатства Лохвицького краю.
На правому — шматочки цукру-рафінаду та колба, що символізують промисловість району.
Автор гербу Лохвицького району та опис до нього - Дрозденко Михайло Федорович.